# مدل فتیش

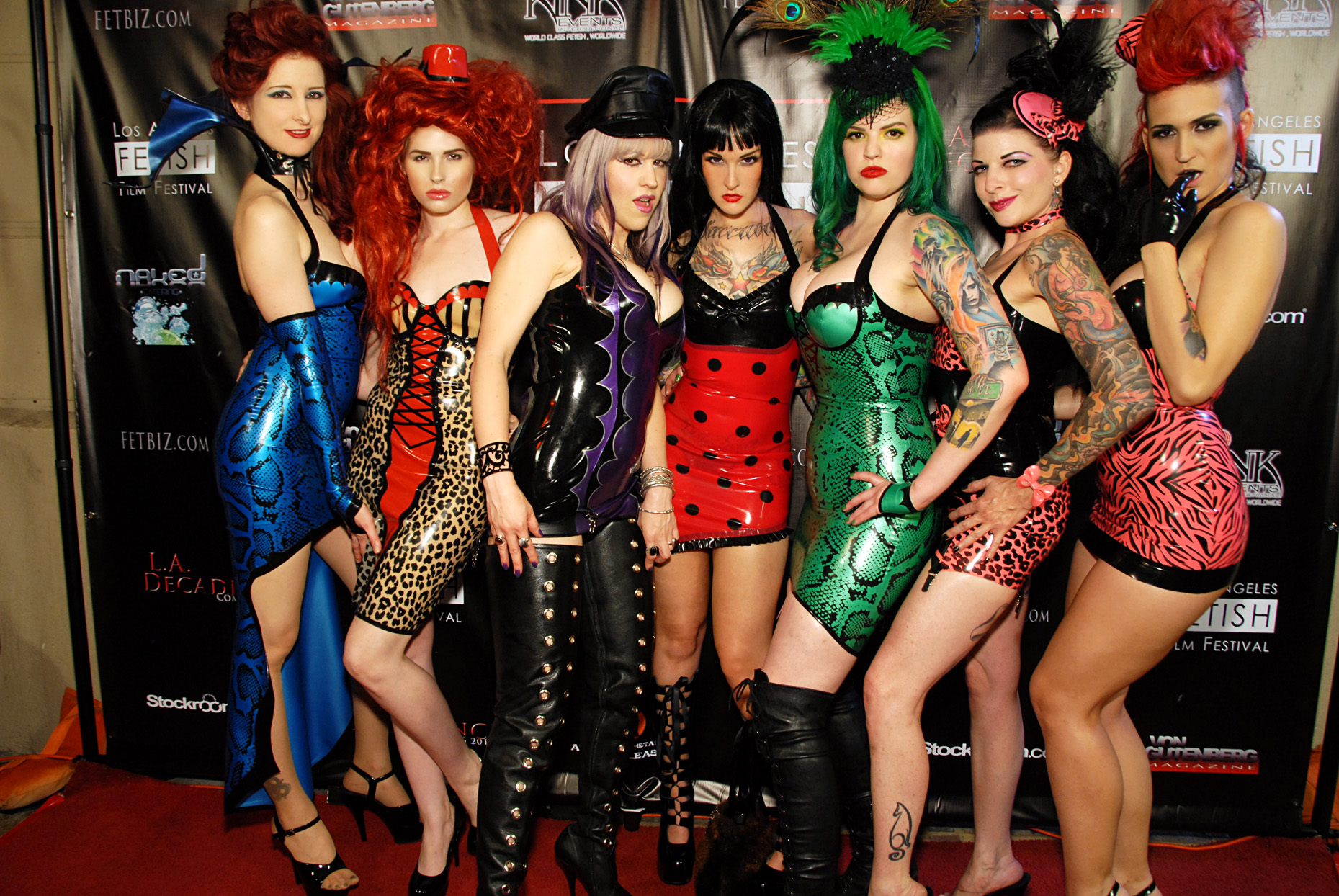
مدل های فتیش در جشنواره فیلم فتیش لس آنجلس، هالیوود ۲۰۱۱

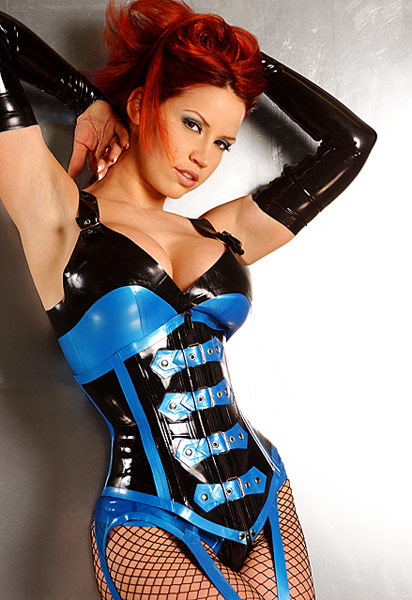
بیانکا بیچامپ نمونه یک کرست لاتکس

مدل فتیش (انگلیسی: Fetish model) فردی است که لباس یا وسایل فتیش را روی بدن خود به عنوان مدل یادگارخواهی شبیه‌سازی می‌کند، هرچند ممکن است به‌طور انحصاری در این شکل مدل‌سازی کار نکند.
بسیاری از نمایشهای فتیش با عنوان fetish fashions نامیده می‌شوند که سبک‌های لباسی است که به شدت تحریک‌کننده در نظر گرفته می‌شوند و برای ایجاد یک واکنش احساسی قوی یا ایجاد میل تحریک‌کننده در ناظر طراحی شده‌است.